# Hornazo
Se da el nombre de hornazo a una serie de preparaciones alimenticias típicas de muchas zonas de España. En general, tienen en común que se hacen en el horno (de ahí su nombre) con masa de pan engrasada. Otra característica común es que se suelen comer o bien justo antes de Cuaresma, periodo en que no estaba permitido comer carne ni huevos, o bien inmediatamente después, al terminar la Pascua.
A menudo, es una especie de rosca o empanada rellena de productos de carnicería, principalmente: lomo, jamón, chorizo, etc. que se cuecen conjuntamente con la masa en el horno. En ciertos lugares el hornazo es dulce o, al menos, se espolvorea de azúcar por encima.
Entre los hornazos más conocidos están los elaborados en los días posteriores a la Pascua que incluyen huevo duro en su composición. En ocasiones, solamente es la masa con el huevo y, otras, al contenido de la empanada se añade el huevo. Ello se debe a que, antiguamente, los huevos eran considerados carne, por lo que no se podían comer durante la Cuaresma, aunque las gallinas, como es natural, seguían poniendo. Los huevos se conservaban cocidos y se consumían después de la Pascua. De ahí los hornazos y otras muchas costumbres, en torno a esta fecha, en las que se incluye el huevo duro (huevos de Pascua o pintados, cocas y Monas de Pascua  de las comunidades valenciana y catalana ...). Por las mismas razones, también se comen huevos en la época de carnaval (especialmente en el Jueves Lardero), ya que no convenía guardarlos durante toda la Cuaresma.

## Andalucía

### Almería
El hornazo de Vera, Antas, Macael, Garrucha, Turre, Mojácar, Pulpí y Cuevas del Almanzora es muy similar al que se realiza en las otras provincias de Andalucía Oriental. Hay mucha tradición de consumirlo en la celebración del dia de San Marcos en Macael o el Día de la Vieja, justo en la mitad de la Cuaresma y consiste en una especie de pan dulce alargado, con una trenza encima que encierra un huevo duro.

### Cádiz

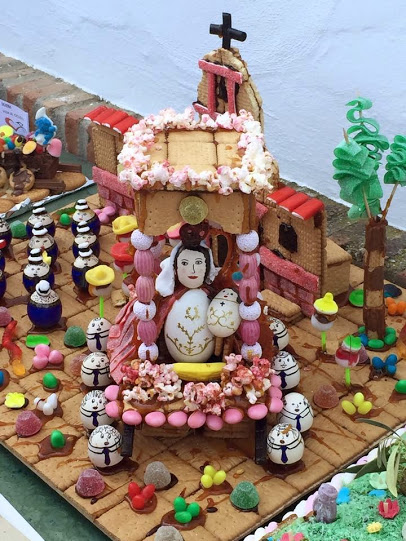

El hornazo es una repostería casera, típica de Olvera, aunque hoy día también es industrial, compuesto por una base de torta, llamada Torta del lunes de Quasimodo, con un huevo duro, y decorada de una gran diversidad de formas, con todo tipo de chucherías y dando formas diversas con varios tipos de galletas. Los distintos componentes del hornazo van pegados con tostadillo (azúcar fundida).
Es un dulce típico en las fechas próximas a la Romería, llamada Lunes de Quasimodo, que se celebra el 2.º lunes después del Domingo de Resurrección. En ella, niños y mayores disfrutan juntos tanto en su elaboración en casa, como en su consumo en la Romería.
También se realizan concursos de hornazos el día del Lunes de Quasimodo, en la cual los más ingeniosos y hábiles crean y muestran sus obras de arte con la torta, las galletas y chucherías, creando así obras maestras como "La fachada del Santuario de los Remedios", "La Plaza de Toros" o "El Camino con sus Carrozas", etc.

### Córdoba
Originalmente, en Pozoblanco el hornazo era un bollo de aceite en el que, en su cocción se introducía un huevo, cociéndose a la vez. Tradicionalmente se constituye en agasajo que las madrinas hacen a sus ahijados de cara a la romería de traída de la Patrona, la Virgen de Luna. Más tarde este presente fue evolucionando, convirtiendo el bollo en una torta de manteca parecida a una perruna, con dos huevos duros, pintados de vivos colores y en decorados de glasa real. Sobre el huevo se colocan adornos de merengue como pajaritas, nidos, ratoncillos, gatitos, etc., siendo esta presentación la más tradicional en la actualidad. Asimismo, existen múltiples variantes, que presentan por ejemplo la efigie de la Virgen en pasta de azúcar, o bien una bellota de chocolate con la Virgen grabada, o bien se sustituyen los huevos cocidos por huevos de chocolate. También se elaboran en forma de dulce que recuerda a una pequeña tarta para una persona. En el centro lleva un huevo o dos de chocolate. El hornazo se regala a los niños con motivo de la romería de la Virgen de Luna en el mes de febrero. Además del hornazo también es típico regalar un bollo de aceite, una tableta de chocolate y unas cuantas naranjas, todo para ir a la romería y disfrutar del día en familia allí. La tradición dice que los niños tienen que brindarle su hornazo y su bollo a la Virgen a su llegada a Pozoblanco, en el denominado Arroyo Hondo con la frase: "¡Virgen de Luna! ¿Quieres mi hornazo? ¡Que si no, me lo zampo! ¡Virgen de Luna! ¿Quieres mi bollo? ¡Que si no, me lo como!".
En Fernán Núñez el hornazo es dulce, muy similar al conocido como pastel cordobés. El tradicional consiste en una torta de manteca y azúcar, rellena de cabello de ángel aunque también puede estar relleno de crema o chocolate. Se le coloca un huevo duro en el centro.
El hornazo de Fernán Núñez es típico de la festividad de Jueves Lardero, que se celebra el jueves posterior al Miércoles de ceniza y que data de tiempos de la Reconquista. Este día, desde el año 2004, se ha establecido la costumbre de elaborar un hornazo gigante (Hornazo Guinness) de más de tres metros de diámetro.
El hornazo en Priego de Córdoba es una figura (tradicionalmente gallinas) hecha de masa con un huevo duro en su interior. Se come el Viernes Santo por la mañana en la subida de Nuestro Padre Jesús Nazareno al Calvario, después de echar la bendición. 
En Villanueva del Duque, el Domingo de Resurrección no hay procesiones de Semana Santa, ya que se celebra el Día de los Hornazos, en el que familiares y amigos salen al campo para comerse juntos el tradicional dulce, y celebrar así la Resurrección de Cristo como final de la Semana Santa Villaduqueña. Para el hornazo se prepara aceite refrito, se calienta este hasta que hierva y cuando esté caliente se le añade el anís verde (también conocida como anís, hierbadulce y simiente dulce) y se deja enfriar. También se pueden añadir cáscaras de naranja seca cuando esté hirviendo. A la masa de pan se le añade el aceite refrito y, posteriormente, se mezcla todo con aguardiente. A continuación se mete en el horno pero justo antes se le unta el huevo batido y un poco de azúcar por encima. El tiempo que debe permanecer en el horno será hasta que se vea que está dorado. Como adorno se suele poner un huevo cocido en el centro.

### Granada
El hornazo granadino se come el día 25 de abril, día de la festividad de San Marcos y el domingo de resurrección varía según la localidad. Es consumido tradicionalmente en la Vega de Granada, aunque también es típico en las zonas limítrofes con Málaga y Córdoba. Se compone de un panecillo (del tamaño de una hogaza individual) o un pequeño bollo (pequeña barra de pan) hechos con masa de aceite (es típico el pan de aceite en la provincia granadina). El hornazo se elabora dando a la masa de pan de aceite la forma deseada, en su centro se coloca un huevo crudo y se sujeta a la masa con dos tiras de la misma masa formando una cruceta. A continuación se cuece el hornazo en el horno quedando de esta manera el huevo también cocido.
Es típico consumirlo acompañado de habas verdes, jamón serrano, tocino, bacalao, etc.
La costumbre de la zona es ir de excursión o merendola al campo para «estrellar el huevo». Esto consiste en coger cada uno el huevo cocido de su hornazo y cascarlo en la frente de alguna persona a modo de broma. Para ello hay que dar un golpe seco por el extremo más grueso del huevo en la frente de la víctima.
En la Alpujarra el Domingo de Resurrección, en la localidad de Ugíjar se celebra una romería con este nombre: Los Hornazos, dónde participan gente de todos los pueblos de esta comarca. Consiste en pasar un día en el campo, con la especialidad de llevar un hornazo que solo se fabrican durante esta época, siendo muy famosos los hornazos manufacturados en una localidad vecina, Válor. En este lugar se suele acompañar de chocolate que junto con el pan de aceite del hornazo se convierte en un deleite para el paladar. También este día, Domingo de Resurrección y el lunes se celebra una romería en la localidad de Dúrcal y hacia media tarde se come el hornazo, que se acompaña de embutidos, fruta y chocolate.

### Huelva
Se trata de un dulce muy típico de Huelva en Semana Santa. El hornazo de Huelva poco o nada tiene que ver con otros, ya que se trata de una masa, extendida a modo de torta, horneada y con una capa superior de huevos, almendra y cabello de ángel. Este dulce se dice originario del pueblo onubense de Trigueros, pero lo cierto es que se ha convertido en todo un referente de la provincia, encontrándose en muchos otros pueblos como Moguer o en la propia capital.

### Jaén
El hornazo de Baeza, Úbeda y Torreperogil es un producto de panadería consistente en una torta de aceite de oliva que suele llevar anís, y en el centro lleva un huevo duro. Se suele comer durante la Semana Santa a cualquier hora del día. El hornazo típico lleva huevo de gallina pero también se pueden encontrar hornazos más pequeños que en vez de gallina llevan huevo de codorniz. Se pueden encontrar de dos variedades, hornazos blancos (pincelados con huevo) y hornazos de ochio (pincelados con pimentón y aceite de oliva virgen extra)
Otros productos de panadería típicos de Baeza, Úbeda y Torreperogil son el hochío y la torta de aceite (es igual que el hornazo pero sin huevo, y a diferencia de este, la torta de aceite se consume durante todo el año).

## Castilla La-Mancha

### Albacete
En la provincia de Albacete se llama hornazo a un producto similar al de la provincia de Ávila que se consume en Jueves Lardero, que en este caso se celebra el jueves anterior al carnaval. Consiste en una torta de pan horneada con un huevo, una sardina, un chorizo y unas tiras de pimiento colocados sobre ella. Todos los ingredientes salvo el huevo pueden variar, aunque esta es la receta más tradicional. Es costumbre consumirlo en el campo o en alguno de los mayores parques de la capital. 

### Puertollano (Ciudad Real)

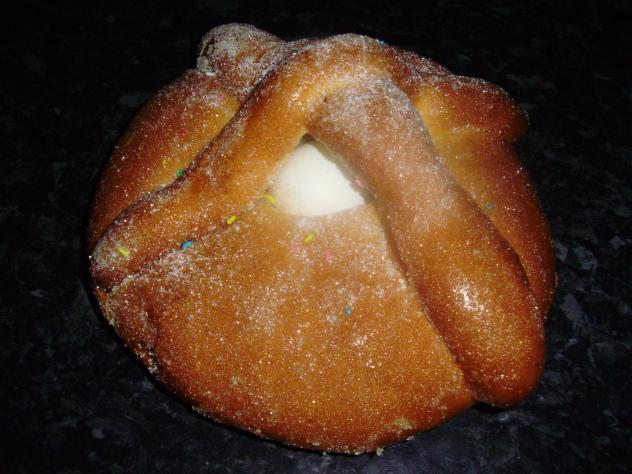
Hornazo de Puertollano de un solo huevo

En Puertollano se celebra el domingo siguiente al de Resurrección, la casi totalidad de la población manchega cumple con la costumbre de salir al campo a tomar el hornazo. La tradición era comerlo en el Cerro de Santa Ana subiendo a la "Chimenea Cuadrá"; sin embargo, ahora la mayoría lo hace yendo al pinar de la Dehesa Boyal de Puertollano antes del Puerto de Mestanza, pasada la térmica de ENEL-VIESGO. El hornazo puertollanense consiste en una deliciosa torta dulce de bollería con huevos que la adornan. Normalmente lleva harina, aceite, azúcar, huevo y zumo de naranja, incluyendo un huevo cocido junto con la masa en su interior (o más dependiendo del tamaño del hornazo), y adornado y endulzado con azúcar por su exterior. El origen de este dulce está asociado a la primavera, ya que según algunos antropólogos, la Pascua coincide con el equinoccio de primavera, que se asocia con el resurgir de la vida tras el invierno. Asimismo, también los huevos utilizados para la decoración del hornazo representan el origen de la vida, por lo que esta fiesta está relacionada con la naturaleza.

### Cuenca

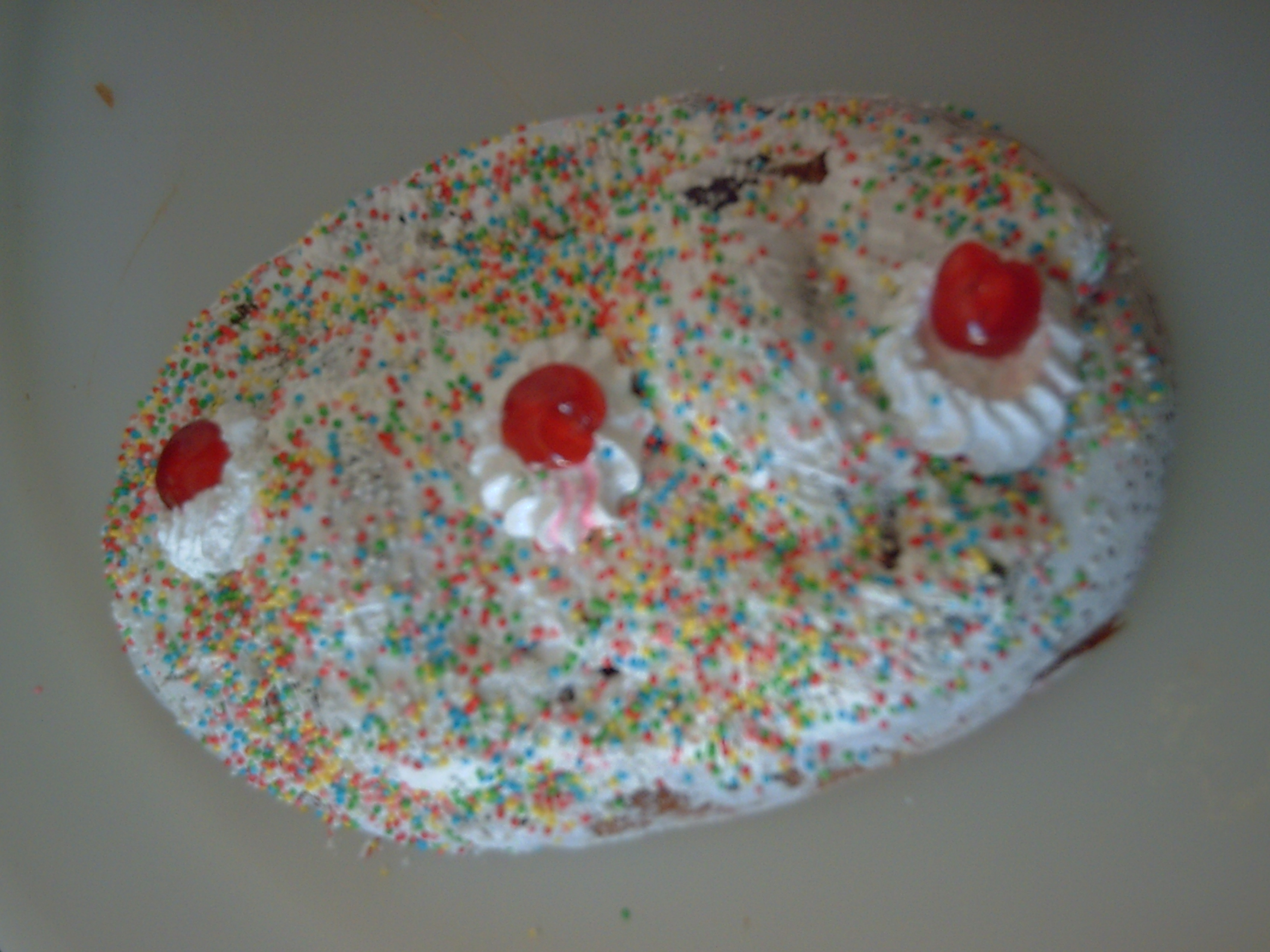
Hornazo de dos huevos típico de Santa Cruz de la Zarza (Toledo)

El Hornazo de Resurrección se come en la merienda que se hace el Domingo de Resurrección en el campo de Horcajo de Santiago. Es torta guarnecida de huevos duros. En este día, son famosos los "peleles" hechos por las chicas y quitados por los chicos. 

### Toledo
En Santa Cruz de la Zarza (Toledo) el hornazo es dulce. El tradicional consiste en una torta de mantequilla y azúcar recubierta de una capa de clara de huevo dulcificada con azúcar y otra capa de bolillas de anís y virutas de chocolate. Se le coloca un huevo duro en el centro, aunque hay hornazos de hasta 6 huevos. Es similar a la mona de Pascua. En Santa Cruz de la Zarza, el hornazo es típico de la romería en honor a la Virgen de la Paz, que se celebra el segundo domingo del mes de mayo.

## Castilla y León

### Ávila

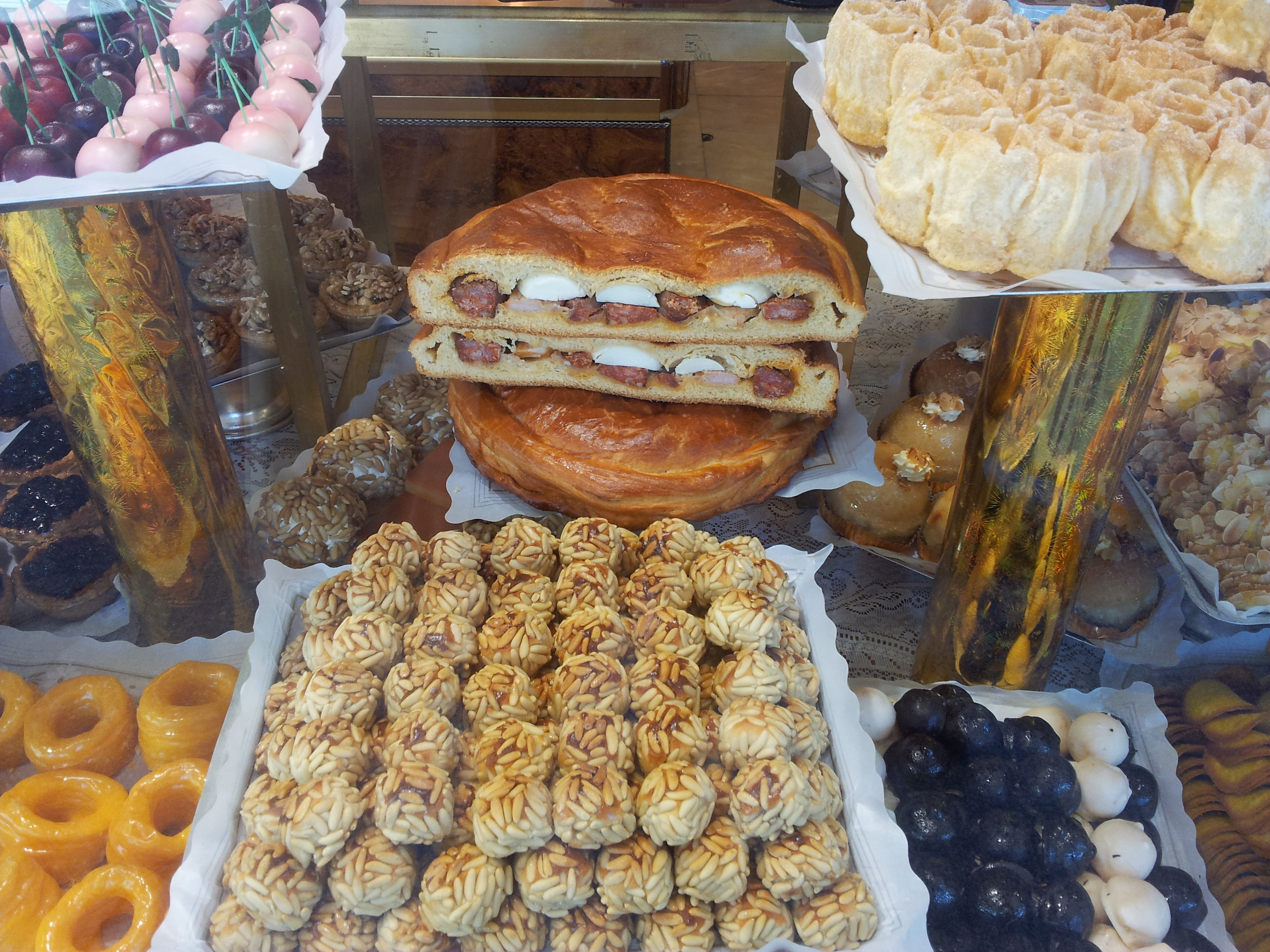
Hornazo de Ávila

El hornazo es un producto típico de la provincia de Ávila, que consiste en una masa jugosa de pan rellena de diversos productos de la tierra como chorizo, panceta, lomo de cerdo, y huevo cocido. Algunas de las vecinas, que relatan lo divertido que es para sus familias el Domingo de Resurrección gracias a su salida campestre, recuerdan cómo sus madres y abuelas elaboraban para esta fecha especialmente, aunque también en otras épocas del año, este sabroso producto en sus propias casas.
En la localidad de Pedro Bernardo, en el corazón del Valle del Tiétar al sur de la provincia, se elabora una empanada en forma de media luna que se conoce como Pastel de Pascua o de Semana Santa. Esta media luna se rellena con carnes curadas de la matanza: jamón, lengua y lomo de cerdo, chorizo, tocino salado, huevo cocido y perejil. La masa se realiza a base de harina de trigo, aceite de oliva, sal y levadura, pintada de huevo para dar brillo. Se come en familia el Domingo de Resurrección. Este día se denomina popularmente como "Día del Pastel", y suele celebrarse con una salida al campo. 
En San Esteban del Valle y otros pueblos del Barranco de las Cinco Villas existe una versión casi idéntica que denominan empaná, con la peculiaridad de que además se producen otras variantes como las de cabello de ángel o las de cirigallote.

### Salamanca

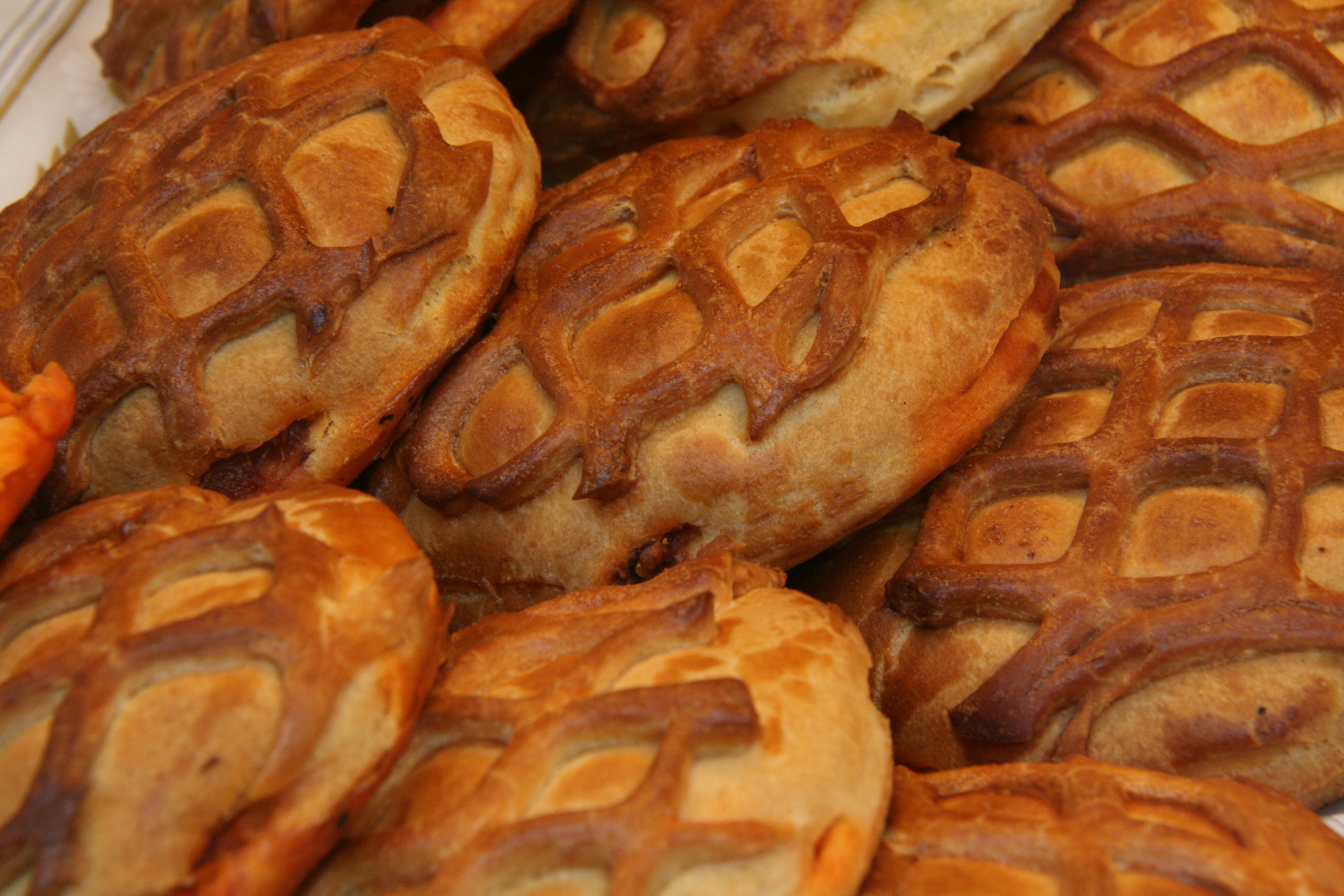
Hornazo de Salamanca

El hornazo en la ciudad de Salamanca, y también en la provincia a la que pertenece, es uno de sus productos gastronómicos más típicos y representativos. Su origen inicial pudo ser como alimento de pastores, si bien su popularidad se vincula con la celebración de la festividad del Lunes de Aguas que se celebra el lunes siguiente al Lunes de Pascua, desde allá por el 1543, durante el reinado de Felipe II. Desde el 2004 es un alimento protegido como marca de garantía con la denominación de «Hornazo de Salamanca» y en su elaboración se han de cumplir lo establecido en su reglamentɔ.
El hornazo de Salamanca lleva diferentes embutidos —chorizo, lomo y jamón— y, en ocasiones, huevo duro. La tradición es comerlo el Domingo de Resurrección o el Lunes de Pascua en la provincia y el lunes siguiente, llamado Lunes de aguas, en la ciudad de Salamanca y alrededores. La festividad de la capital charra, en la que se vincula el Lunes de Aguas y el hornazo, hunde sus raíces en el año 1543 y en el reinado de Felipe II. En la actualidad, el hornazo es uno de los productos más representativos de la cocina salmantina. 
Dentro de la provincia de Salamanca hay que destacar el hornazo de Cepeda, situado en plena sierra de Francia. En esta localidad cubren el hornazo con una capa de azúcar, algo bastante inusual en el resto de las hornazos de la provincia pero que le añade un especial atractivo y un notable contraste de sabores.

### Zamora

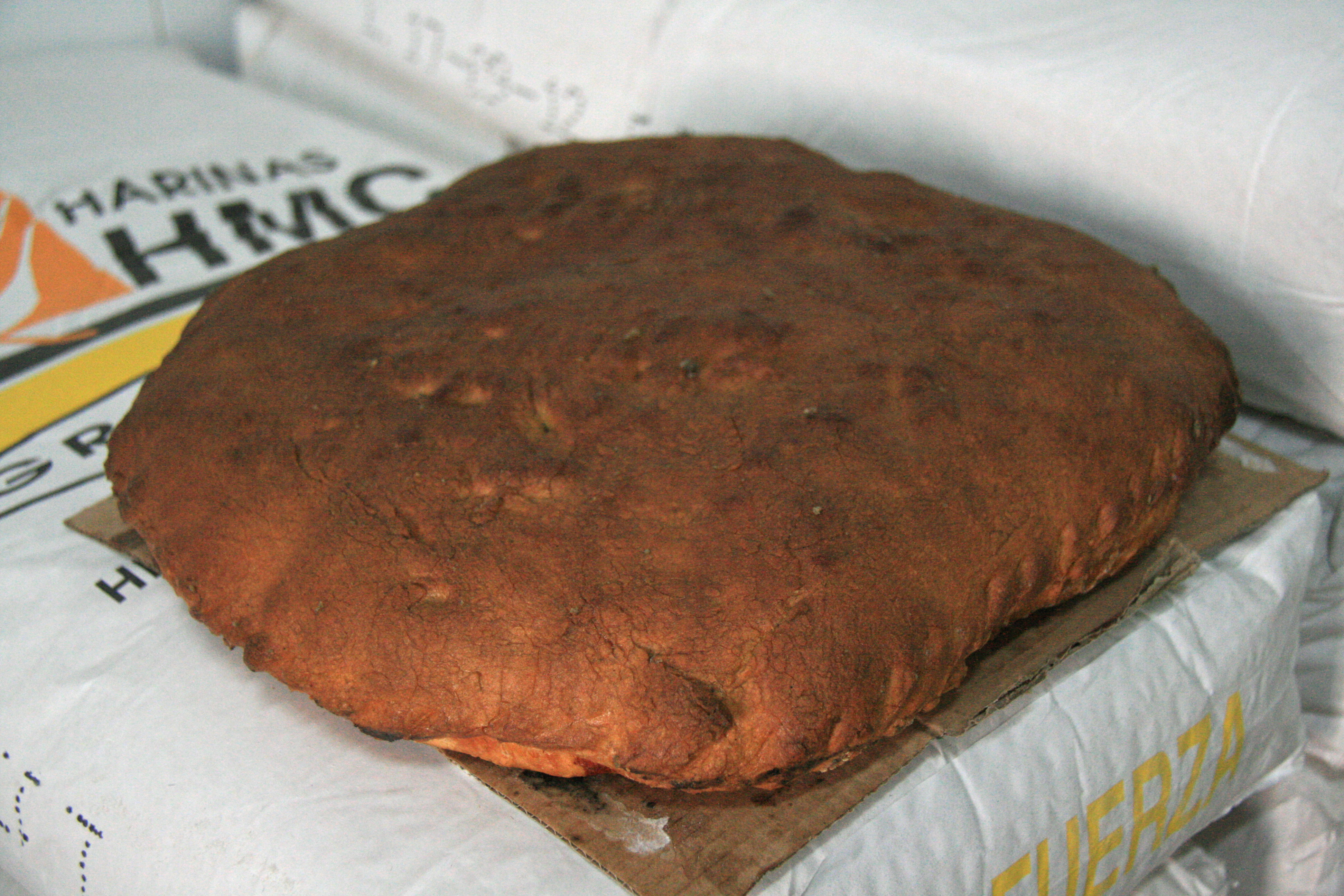
Hornazo de Zamora

El hornazo es un producto típico de la provincia de Zamora, principalmente de las comarcas de Aliste o Sayago, aunque también está presente de forma general en toda su provincia. El hornazo alistano está hecho de una masa de pan con chorizo y tocino de las matanzas de esta zona de Zamora. El de Sayago al igual que los de Ávila y Salamanca, consiste en una masa jugosa de pan rellena de diversos productos ibéricos de la tierra como chorizo, panceta, lomo de cerdo y huevo cocido.

## Madrid
En varias comarcas de la Comunidad de Madrid es tradicional el hornazo, especialmente en la Alcarria de Chinchón, hoy llamada informalmente Comarca de Las Vegas. Se prepara dulce, con un huevo cocido sujeto con una cruz de masa. Históricamente se preparaba para comerlo en el campo el domingo de resurrección, en una excursión que se llamaba "correr el hornazo".